# OSEMINTI
OSEMINTI (Operational SEMantic INTelligence Infrastructure) è uno dei progetti mirati al controllo delle comunicazioni ad uso militare nati dalla collaborazione internazionale nell'ambito dell'Agenzia europea per la difesa (EDA).
L'EDA è costituita da differenti direttorati con compiti specifici (tra cui spicca il direttorato preposto alla Digital Investigation facente parte dell'R&T). All'interno dei singoli direttorati sono presenti gruppi segmentati per tecnologie chiamati CapTech. OSEMINTI si posiziona all'interno del CapTech IAP4 (IAP è l'acronimo di Information Acquisition and Processing e l'area 4 rappresenta CIS & Networks).
Lo scopo di OSEMINTI, secondo il Ministero della Difesa spagnolo, è quello di “consentire ai servizi di intelligence, mediante l'uso dei computer, di identificare frasi di senso compiuto all'interno di contenuti audio o testuali e di utilizzare la conoscenza estrapolata da questi per imparare e migliorarsi“. 